# STS-53
STS-53, voluit Space Transportation System-53, was een Spaceshuttlemissie die werd gelanceerd op 2 december 1992 en landde op 9 december.

## Bemanning
- David M. Walker (3), Bevelhebber
- Robert D. Cabana (2), Pilot
- Guion S. Bluford (4), Missiespecialist 1
- James S. Voss (2), Missiespecialist 2
- Michael R. Clifford (1), Missiespecialist 3

## Missieparameters
- Massa:
  - Massa bij landing met lading: 87,565 kg
  - Lading: 11,860 kg
- Perigeum: 365 km
- Apogeum: 376 km
- Glooiingshoek: 57,0°
- Omlooptijd: 92,0 min

## Hoogtepunten
STS-53 begon met de lancering van de Discovery op 2 december vanaf het Kennedy Space Center. De belangrijkste doel van deze missie was het in de ruimte brengen van een satelliet. Ook werden er negen experiment uitgevoerd in de ruimte.
Discovery landde op 9 december op landingsbaan 22 van Edwards Air Force Base